# Althepus indistinctus
Althepus indistinctus là một loài nhện trong họ Ochyroceratidae. Loài này phân bố ở Borneo.